# Liste von Küchenmuseen
Die Liste von Küchenmuseen gibt einen Überblick zu Küchenmuseen, also zu Museen, die historische und aktuelle Kücheneinrichtungen und dabei die Küche als Raum und Arbeitsplatz für die Zubereitung von Speisen präsentieren. Die Liste erhebt keinen Anspruch auf Vollständigkeit.

## Deutschland
| Bezeichnung                      | Bild           | Standort                                                 | Bundesland          | Errichtung Einweihung | Weitere Informationen |
| -------------------------------- | -------------- | -------------------------------------------------------- | ------------------- | --------------------- | --------------------- |
| WOK – World of Kitchen Museum    | weitere Bilder | Hannover, Stadtteil List, Spichernstrasse 22 (Lage)      | Niedersachsen       | 2010                  | [ 1 ]                 |
| Küche im Heimatmuseum Bodenfelde | weitere Bilder | Bodenfelde, Blumenstraße 4 (Landkreis Northeim) (Lage)   | Niedersachsen       |                       |                       |
| Küche im Heimatmuseum Dossenheim | weitere Bilder | Dossenheim, Rathausstraße 47 (Rhein-Neckar-Kreis) (Lage) | Baden-Württemberg   |                       |                       |
| Küche im Couven-Museum           | weitere Bilder | Aachen (Lage)                                            | Nordrhein-Westfalen |                       |                       |

## Weitere
| Bezeichnung                  | Bild           | Standort | Staat      | Errichtung Einweihung | Weitere Informationen |
| ---------------------------- | -------------- | --- | ---------- | --------------------- | --------------------- |
| Kitchen museum (Şanlıurfa)   | weitere Bilder | Şanlıurfa (Provinz Şanlıurfa) | Türkei     |                       |                       |
| Küchenmuseum Herrnbaumgarten | weitere Bilder | Herrnbaumgarten, Poysbrunnerstraße 9, Dorfmuseum/Johann Schodl-Heimatmuseum (Marktgemeinde im Bezirk Mistelbach in Niederösterreich) | Österreich |                       |                       |
| Bayernhof Museum             |                | Pittsburgh, 225 St. Charles Place, O’Hara Township (Pennsylvania)                                                                    | USA        |                       |                       |